# Samuel Caballero
Jorge Samuel Caballero Álvarez (Puerto Lempira, Gracias a Dios, Honduras; 24 de diciembre de 1974) es un exfutbolista hondureño que jugaba como defensa. Se destacó al servicio de la Selección de fútbol de Honduras durante una década completa. Actualmente está vinculado a la política hondureña incursionando con el Partido Libertad y Refundación.

## Trayectoria
Debutó con el Club Deportivo Olimpia en el 1995, club con el que obtendría una serie de títulos de la Liga Nacional de Honduras. Su primer gol lo convirtió el 7 de febrero de 1996 en un partido que Olimpia ganó por 3 goles a 0 al Vida en el Estadio Tiburcio Carías Andino de Tegucigalpa. Tras una destacada actuación en el Torneo Clausura 2001 con Olimpia, a Caballero se le presentaron distintas ofertas del fútbol español e italiano. 
El 10 de julio de 2001, el club albo lo vendió al Udinese de la Serie A italiana por aproximadamente US$ 2 millones. Su debut en la Serie A se produjo el 23 de septiembre de 2001 durante la victoria como visitante de Udinese por 2 a 1 sobre el Perugia Calcio. Convirtió su primer gol en tierras italianas el 30 de septiembre de ese año durante la derrota por 2 a 1 contra el Chievo Verona. Disputó su último partido con el cuadro Bianconeri el 21 de diciembre de 2002 en la victoria de visita por 1 a 0 sobre el Modena.
En julio de 2003 se anunció su pase al Salernitana de la Serie B. Tuvo su debut con esta escuadra el 30 de septiembre de 2003 en la derrota por 2 a 0 contra el Reggina en partido correspondiente a la Copa Italia. Su desempeño en este club se vio afectado debido a las constantes lesiones que padecía.
Tras un infructuoso traspaso al Club Nacional de Football, el 21 de febrero de 2004 se confirma su fichaje por el Defensor Sporting Club del Campeonato Uruguayo de Fútbol. Debutó durante un amistoso contra Cerrito, el cual terminó con victoria de 2 a 0 en favor de Defensor Sporting. Caballero ingresó de sustituto y a los 15 minutos de su ingreso sufrió una lesión en la rodilla, lo cual lo mantuvo marginado del esquema titular durante toda su estadía en tierras charrúas.
El 1 de febrero de 2005 se anunció su fichaje por el Chicago Fire de la Major League Soccer. Debutó en la MLS el 16 de abril de 2005 en el partido que Chicago Fire se impuso por 2 a 1 ante el San Jose Earthquakes. Rescindió contrato con el equipo estadounidense, luego que el DT del club, Dave Sarachan, le hiciera saber que no entraba en sus planes para el año siguiente.
Caballero mantuvo un largo paso por el Changchun Yatai de la Superliga China y disputó la Liga de Campeones de la AFC 2008. En el mercado de invierno de 2008 se informó que los equipos Marathón y Olimpia estaban interesados en fichar a Samuel Caballero. Esto a raíz de que el mismo jugador declarara su deseo de volver a Honduras con el fin de estar cerca de la familia y recuperar un puesto en la Selección de Honduras. Sin embargo, el club chino tasó en una cifra muy alta su ficha y Caballero tuvo que respetar su contrato con el Changchun Yatai, donde posteriormente se retiró.

## Selección nacional
Ha sido internacional con la Selección de fútbol de Honduras. Su debut se produjo el 21 de enero de 1998 durante un amistoso contra Costa Rica que Honduras ganó por 4 goles a 1 como visitante. Participó en la Copa de Oro de la Concacaf en las siguientes ediciones: 1998, 2000, 2005 y 2007. Disputó 22 juegos de Clasificación de Concacaf para la Copa Mundial de Fútbol. Asimismo, disputó la Copa América 2001 y los Juegos Olímpicos de Pekín 2008.
| Selección                       | País     | PJ | Goles | Periodo     |
| ------------------------------- | -------- | -- | ----- | ----------- |
| Selección de fútbol de Honduras | Honduras | 71 | 11    | 1998 - 2008 |

### Participaciones en Copa de Oro
| Copa de Oro      | Sede           | Resultado        |
| ---------------- | -------------- | ---------------- |
| Copa de Oro 1998 | Estados Unidos | Primera Fase     |
| Copa de Oro 2000 | Estados Unidos | Cuartos de final |
| Copa de Oro 2005 | Estados Unidos | Semifinales      |
| Copa de Oro 2007 | Estados Unidos | Cuartos de final |

### Participaciones en Copa de Naciones
| Torneo          | Sede       | Resultado    |
| --------------- | ---------- | ------------ |
| Copa Uncaf 1999 | Costa Rica | Tercer lugar |

### Participaciones en Copa América
| Copa América      | Sede     | Resultado    |
| ----------------- | -------- | ------------ |
| Copa América 2001 | Colombia | Tercer lugar |

### Participaciones en Juegos Olímpicos
| Juegos Olímpicos               | Sede  | Resultado    |
| ------------------------------ | ----- | ------------ |
| Juegos Olímpicos de Pekín 2008 | China | Primera Fase |

### Goles internacionales
| #   | Fecha                   | Lugar                                                       | Rival                        | Goles | Resultado | Competición                   |
| --- | ----------------------- | ----------------------------------------------------------- | ---------------------------- | ----- | --------- | ----------------------------- |
| 1.  | 19 de marzo de 1999     | Estadio Nacional, San José, Costa Rica                      | Belice                       | 1–0   | 5-1       | Copa UNCAF 1999               |
| 2.  | 16 de diciembre de 1999 | Estadio Olímpico Metropolitano, San Pedro Sula, Honduras    | Zambia                       | 2–0   | 7-1       | Amistoso                      |
| 3.  | 16 de diciembre de 1999 | Estadio Olímpico Metropolitano, San Pedro Sula, Honduras    | Zambia                       | 7–1   | 7-1       | Amistoso                      |
| 4.  | 14 de febrero de 2000   | Miami Orange Bowl, Miami, Estados Unidos                    | Jamaica                      | 2–0   | 2–0       | Copa de Oro 2000              |
| 5.  | 3 de junio de 2000      | Estadio Francisco Morazán, San Pedro Sula, Honduras         | Haití                        | 4–0   | 4–0       | Eliminatorias Mundial de 2002 |
| 6.  | 17 de junio de 2000     | Stade Sylvio Cator, Puerto Príncipe, Haití                  | Haití                        | 1–0   | 3–1       | Eliminatorias Mundial de 2002 |
| 7.  | 16 de julio de 2000     | Estadio Cuscatlán, San Salvador, El Salvador                | El Salvador                  | 1–1   | 5–2       | Eliminatorias Mundial de 2002 |
| 8.  | 2 de septiembre de 2000 | Estadio Francisco Morazán, San Pedro Sula, Honduras         | El Salvador                  | 5–0   | 5-0       | Eliminatorias Mundial de 2002 |
| 9.  | 15 de noviembre de 2000 | Arnos Vale Stadium, Kingstown, San Vicente y las Granadinas | San Vicente y las Granadinas | 6–0   | 7–0       | Eliminatorias Mundial de 2002 |
| 10. | 25 de abril de 2001     | Parque Independence, Kingston, Jamaica                      | Jamaica                      | 2–0   | 2-0       | Eliminatorias Mundial de 2002 |
| 11. | 12 de julio de 2005     | Miami Orange Bowl, Miami, Estados Unidos                    | Panamá                       | 1–0   | 1-0       | Copa de Oro 2005              |

## Clubes
| Club              | País           | Año         |
| ----------------- | -------------- | ----------- |
| Olimpia           | Honduras       | 1995 - 2001 |
| Udinese           | Italia         | 2001 - 2003 |
| Salernitana       | Italia         | 2003        |
| Defensor Sporting | Uruguay        | 2004        |
| Chicago Fire      | Estados Unidos | 2005        |
| Changchun Yatai   | China          | 2006 - 2010 |

## Palmarés

### Campeonatos nacionales
| Título                    | Club            | País     | Año  |
| ------------------------- | --------------- | -------- | ---- |
| Liga Nacional de Honduras | Olimpia         | Honduras | 1995 |
| Liga Nacional de Honduras | Olimpia         | Honduras | 1996 |
| Liga Nacional de Honduras | Olimpia         | Honduras | 1999 |
| Torneo Apertura           | Olimpia         | Honduras | 2000 |
| Superliga de China        | Changchun Yatai | China    | 2007 |

### Campeonatos internacionales
| Título                       | Club    | Sede           | Año  |
| ---------------------------- | ------- | -------------- | ---- |
| Copa Interclubes de la UNCAF | Olimpia | San Pedro Sula | 2000 |

### Distinciones individuales
| Distinción                   | Año  |
| ---------------------------- | ---- |
| MVP de la Superliga de China | 2009 |

## Controversias
- En 2007 protagonizó una de las anécdotas más jocosas de la historia del fútbol, luego de intentar besar en la boca a Cuauhtémoc Blanco en pleno partido entre las selecciones de México y Honduras.

- En 2013 fue denunciado ante los tribunales hondureños por violencia intrafamiliar.